# جنگ گوگوریو–وا
جنگ گوگوریو–وا (کره‌ای: 고구려–왜 전쟁)، در پایان سده چهارم و آغاز سده پنجم میان گوگوریو و بکجه–وا رخ داد. در نتیجه، گوگوریو هم شیلا و هم بکجه را تابع خود کرد، و باعث اتحاد سه پادشاهی کره شد که حدود ۵۰ سال به طول انجامید.اما این اتحاد زمانی گسسته شد که شیلا پیمان‌شکنی کرده،مقام گوگوریو را کشته و روابطش را با گوگوریو قطع کرد، بکجه نیز به وی شمالی پیشنهاد حمله مشترک به گوگوریو را داده بود.از این رو منجر به نبردهای جنوبی شد.